# Chausson
 Der er for få eller ingen kildehenvisninger i denne artikel, hvilket er et problem. Du kan hjælpe ved at angive troværdige kilder til de påstande, som fremføres i artiklen.

Chausson er en fransk autocamperproducent, en del af Trigano Group og er budgetmærket inden for området.
I øjeblikket bruger de Fiat Ducato-chassis og Ford Transit-chassis til deres autocampere.
Producenten distribuerer sine køretøjer over det kontinentale Europa, Skandinavien, Det Forenede Kongerige og Irland.
| Frankrig | Spire Denne artikel om et firma eller en virksomhed i Frankrig er en spire som bør udbygges. Du er velkommen til at hjælpe Wikipedia ved at udvide den. |